# Gubałówka
Cet article concerne la montagne. Pour la station de sports d'hiver, voir Gubałówka (station).
Le mont Gubałówka, culminant à 1 120 m, est un sommet du massif montagneux de Pogórze Spisko-Gubałowskie appartenant aux Carpates occidentales de Pologne.